# Merlin, Oregon
Merlin là một cộng đồng chưa hợp nhất trong Quận Josephine thuộc tiểu bang Oregon, Hoa Kỳ. Khu này được biết là nơi câu cá giải trí và thả bè vượt thác trên sông Rogue. Mã bưu điện của Merlin là 97532.
Một trạm xe lửa mới tại vị trí này vào năm 1883 được gọi là "Jump Off Joe" theo tên của một con suối địa phương. Trạm này được đặt tên lại là Merlin vào tháng 10 năm 1886. Cái tên này là do một kỹ sư công chánh đặt vì ông thấy có nhiều con chim Merlin trong khu vực này. Bưu điện "McAllister" được thiết lập cách Merlin khoảng 1 dặm Anh về phía bắc vào năm 1885, rồi được dời đến khu vực của trạm xe lửa và được đặt tên lại là Merlin vào năm 1891.

## Địa lý
Merlin nằm ở vị trí 42°31′4″B 123°25′13″T / 42,51778°B 123,42028°T (42.51771, -123.42026)1. Merlin nằm khoảng 10 km (6 dặm Anh) về phía tây bắc Grants Pass, Oregon.
Merlin nằm trên cao độ khoảng 277 mét (907 ft) trên mặt nước biển.